# Polyscias pulgarensis
Polyscias pulgarensis är en araliaväxtart som först beskrevs av Adolph Daniel Edward Elmer, och fick sitt nu gällande namn av Lowry och G.M.Plunkett. Polyscias pulgarensis ingår i släktet Polyscias och familjen Araliaceae. Inga underarter finns listade.